# Мареограф
Мареограф е устройство за измерване на промяната на морското равнище.

## Действие
Сензори постоянно засичат височината на водното ниво спрямо височинен репер. Водата навлиза в устройството от долния край на тръбата, а електронни сензори отчитат височината. Съществуват крайбрежни и мареографи и мареографи в открито море.
Налични са исторически данни за около 1450 мареографни станции из цял свят, от които около 650 предоставят актуализации към глобалния център за данни от януари 2010 г. насам. На някои места записите покриват цели векове, като например при Амстердам, където са налични данни от 1700 г. насам.
Когато се съставя по-голяма океанска картина, данните от съвременните мареографи могат да се подобряват с помощта на данни от сателити. Мареографите се използват за измерване на приливи и отливи и за оценка на размера на цунами. Измерванията позволяват изчисляването на средното морско ниво.

## История
Измерванията на морското равнище са се провеждали, използвайки прости стълбове до около 1830 г., когато записващи измервателни уреди с механични понтони и кладенци са въведени.
Приливните стълбове и плаващите измервателни уреди са основните методи за измерване на морското ниво в продължение на над 150 години и продължават да се използват на някои места и до днес. Тези технологии днес са изместени от уреди, измерващи чрез налягане, акустика и радар.

## Приложение
Мареографите имат практическо значение в риболовната и превозната промишлености, където ниските или високите нива на прилива могат да затруднят или ограничат достъпа към плитки заливи или места с мостове. Поради сходни проблеми, много индустрии поставят частни мареографи на пристанищата по света и зависят от правителствени сътрудници.
Данните, събирани от мареографите, представляват интерес и за учените, които измерван глобалните метеорологични модели, средното морско ниво и тенденции, особено тези, свързани с глобалното затопляне.

## В България
В България мареографната мрежа е съставена от четири станции: Варна, Бургас, Иракли и Ахтопол, като първите две осъществяват мониторинг от 1928 г. насам, а последните две съществуват от 1970 г.
Поддържането и научното осигуряване на мареографните станции и измервания се осъществяват от Националния институт по геофизика, геодезия и география, Департамент Геодезия и Агенцията по геодезия, картография и кадастър с активното съдействие на Института по океанология при БАН.